# Pierre Muller (homme politique suisse)
Pour les articles homonymes, voir Muller et Pierre Muller.
Pierre Muller, né en 1952 à Genève et mort le 8 septembre 2022, est une personnalité politique suisse, membre du Parti libéral-radical.

## Biographie

### Vie professionnelle
Né à Genève en 1952, Pierre Muller entame sa carrière professionnelle comme courtier chez Citibank puis entame des études de management en Suisse, en Allemagne et aux États-Unis. À son retour en Suisse, il travaille et dirige sa propre entreprise dans l'industrie graphique avant d'être actif en tant que délégué professionnel auprès de la direction de l'Association professionnelle suisse. Parallèlement à cela, il a œuvré dans des collectivités territoriales et entreprises (plus précisément dans des services officiels et institutions) pour attirer l’attention sur l’environnement.

### Carrière politique
Sa carrière politique débute en 1990 où il devient conseiller municipal de Genève en septembre 1990. Il est réélu en 1991.
En 1995, il accède au conseil administratif de la ville où il s’occupe du département des finances et du logement. Il est réélu en 1999. 
En 2003, il désire se représenter à sa réélection malgré les réticences de certains membres de son propre parti qui l'accusent, en plus d'avoir un maigre bilan, d'une trop grande complaisance avec certains de ses collègues de gauche et de ne pas assez défendre les valeurs libérales (en effet, il fut le seul représentant de droite à l'exécutif de la ville de 1995 à la fin de son mandat). Il parvient tout de même à être réélu.
Il est maire de Genève en 1999-2000 et 2004-2005. Il ne se représente pas lors des élections de 2007 et Pierre Maudet reprend le poste comme représentant de la droite au conseiller administratif. C'est la socialiste Sandrine Salerno qui lui succède au département des finances.
En ce qui concerne son bilan, on lui loue une bonne gestion des finances de la ville ainsi que le développement d'Internet et de l'Informatique.

#### Polémiques au sein de l’exécutif
Son mandat sera marqué par quelques remous au sein du conseil administratif, notamment en 2002, lors de l'affaire du Casino, où l'un de ses collègues de l'exécutif, le communiste André Hediger, président du conseil d'administration de l'établissement genevois, est accusé par Pierre Muller d'une mauvaise gestion. Pierre Muller  dit : « Il n'avait pas les compétences pour gérer les affaires du casino ». Certains membres de son parti réclameront d'ailleurs la démission du conseiller administratif. Ce dernier lui rétorquera : « Personne au conseil administratif ne maîtrisait bien la gestion d'un casino ». Il se plaint aussi de ne pas avoir été soutenu par ses collègues dans ses projets de reprise de cette entreprise.
En 2006, lors du renouvellement du maire de la ville, son collègue André Hediger doit logiquement accéder au poste de maire, mais  est inculpé  pour abus d'autorité dans le cadre d'une affaire de quelques dizaines d'amendes de stationnement annulées. André Hediger deviendra quand même maire mais il sera rapporté que Pierre Muller se serait abstenu lors du vote (les 5 membres doivent voter pour un maire chaque année). Il y aurait évoqué le risque d'une mauvaise image de la ville, déjà ternie par d'autres affaires financières.

#### Affaire judiciaire
Son troisième et dernier mandat sera notamment entaché par l'affaire de la rue du Stand (2005), l’achat par la ville d’un immeuble pour son administration fut au centre d'une polémique. En effet, lui et son collègue Christian Ferrazino furent épinglés sur les conditions opaques de l'achat et du coût surprenant de l'immeuble (payé 30 millions de francs, alors qu’il avait été estimé à 16 millions quelques mois auparavant), ce qui lui vaudra avec son collègue  un avertissement du Conseil d'État. Leurs bureaux furent aussi perquisitionnés.
Le dossier sera repris à zéro en 2010 avant d'être totalement classé en 2011. Il est ressorti de l'enquête que rien ne pouvait leur être reproché sur le plan pénal. Il n'auraient pas eu toutes les cartes en mains pour juger de la pertinence de l'achat de l'immeuble.

### Retraite
En juin 2007, Pierre Muller reprend l’entreprise dont il est propriétaire, Reliure SA, à Meyrin. Fin 2007, il décide de la vendre. De plus, il est accusé par des syndicats d'avoir menacé la délégation et l’ensemble du personnel de mettre l’entreprise en faillite et de ne pas pouvoir remplir ses obligations salariales si on venait à donner l'information dans la presse.
De même, il est depuis quelques années actif dans l'aide humanitaire avec la fonction de vice-président de Green Cross International.

La tombe de Muller au cimetière des Rois à Genève. La pierre tombale porte l'inscription : « Il a aimé la vie ».

En décembre 2010, il se voit contraint, pourtant locataire, de racheter son appartement à plus de 4 millions de francs ou de le quitter. L'immeuble est  racheté en 2009 pour 35,2 millions de francs par de nouveaux propriétaires. Du coup, tous les baux ont été résiliés. Plusieurs locataires se mobilisent. Ironie du sort, son avocat n'est autre que son ancien collègue Christian Ferrazino.

### Mort
Pierre Muller est décédé à l'âge de 70 ans dans la nuit du 8 au 9 septembre 2022.